# Batalion KOP „Troki”

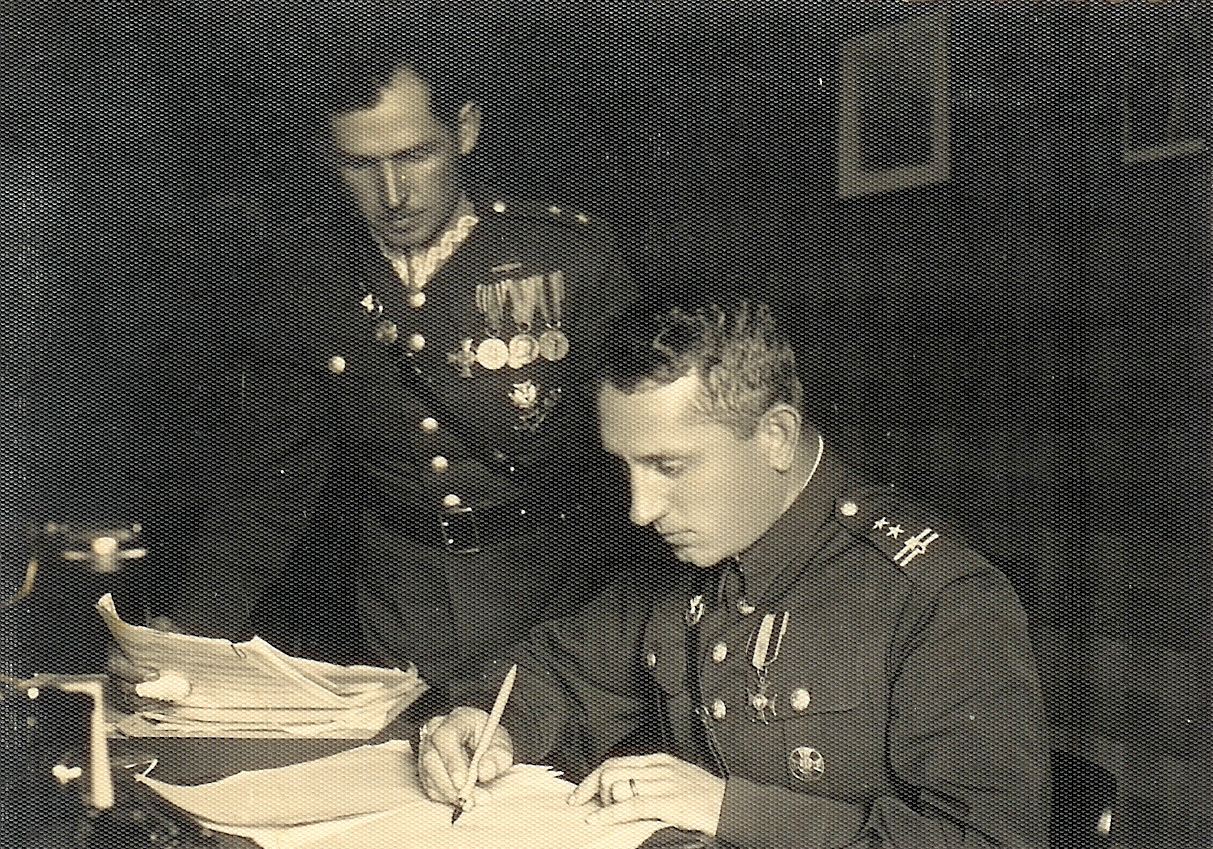
Oficerowie baonu KOP Troki: ppłk K. Bąbiński i por. S. Zalfresso-Jundziło

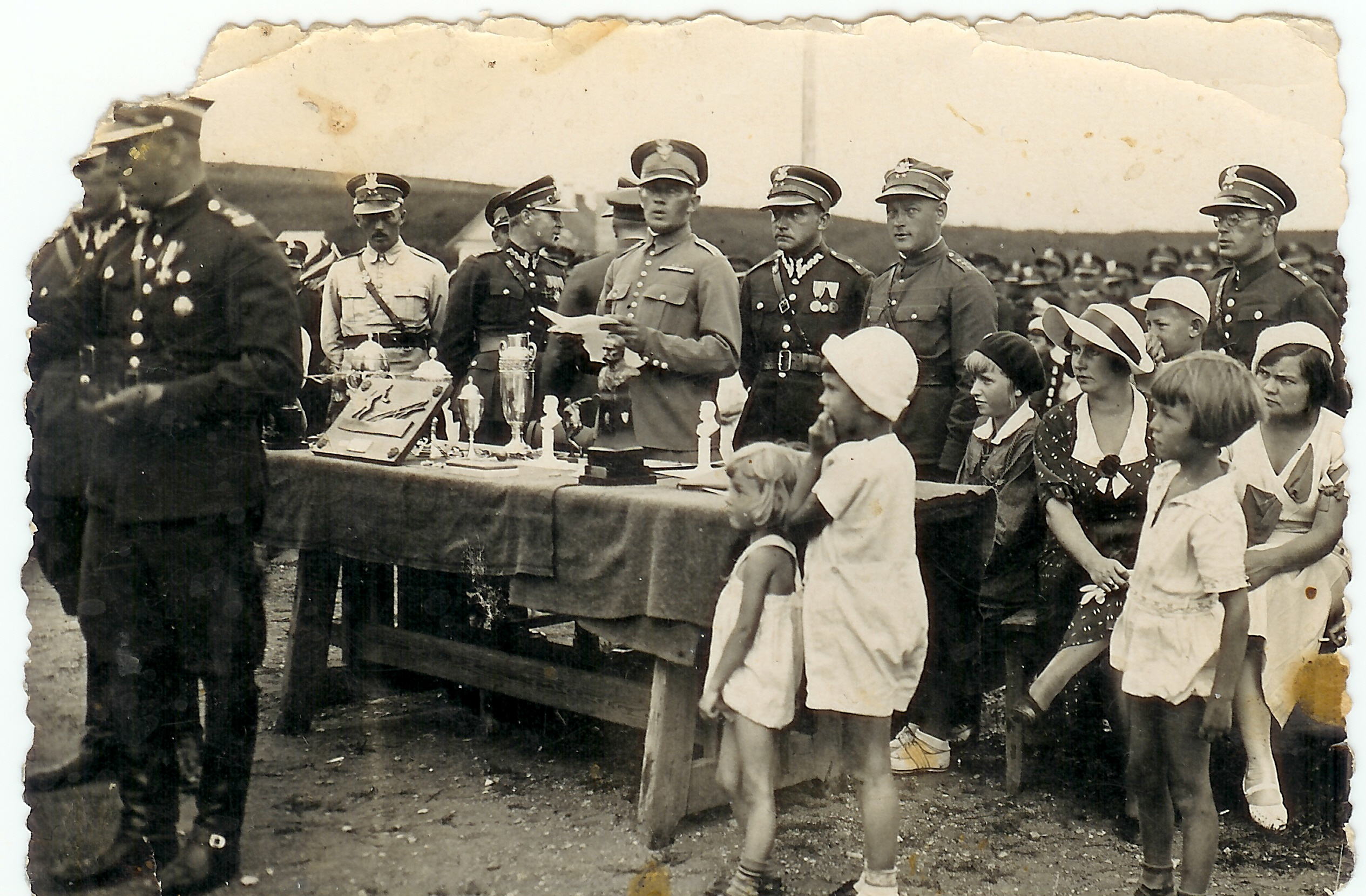
Wręczanie nagród po zawodach sportowych. Troki 1934

Batalion KOP „Troki” („Nowe Troki”) – pododdział piechoty, podstawowa jednostka taktyczna Korpusu Ochrony Pogranicza.

## Formowanie i zmiany organizacyjne
Na posiedzeniu Politycznego Komitetu Rady Ministrów, w dniach 21-22 sierpnia 1924, zapadła decyzja powołania Korpusu Wojskowej Straży Granicznej. 12 września 1924 Ministerstwo Spraw Wojskowych wydało rozkaz wykonawczy w sprawie utworzenia Korpusu Ochrony Pogranicza, a 17 września wydano instrukcję określającą jego strukturę. W trzecim etapie organizacji KOP sformowano 6 Brygadę Ochrony Pogranicza, a w jej składzie 22 batalion graniczny. Podstawą formowania było rozporządzenie Ministra Spraw Wewnętrznych nr 1099 ze stycznia 1926. Długość ochranianego przez batalion odcinka granicy wynosiła 62 kilometry, przeciętna długość pododcinka kompanijnego to 30 kilometrów, a strażnicy 4 kilometry. Odległość dowództwa batalionu od dowództwa brygady wynosiła 25 kilometrów.
W lipcu 1929 przyjęto zasadę, że bataliony przyjmą nazwę miejscowości będącej miejscem ich stacjonowania. Obok nazwy geograficznej, do 1931 stosowano również numer batalionu. W tym czasie batalion na uzbrojeniu posiadał 724 karabiny Berthier wz.1916, 25 ręcznych karabinów maszynowych Chauchat wz. 1915, 24 lekkich karabinów maszynowych Bergmann wz. 1915 i 4 ciężkie karabiny maszynowe wz. 1914.
W wyniku reorganizacji batalionu w 1931 zlikwidowano kompanię szkolną i plutony odwodowe w kompaniach granicznych. Po przeprowadzonej reorganizacji „R.2” batalion składał się z dowództwa batalionu, plutonu łączności, kompanii karabinów maszynowych, kompanii odwodowej i dwóch kompanii granicznych.
W listopadzie 1936 batalion liczył 16 oficerów, 57 podoficerów, 21 nadterminowych i 476 żołnierzy służby zasadniczej.
Rozkazem dowódcy KOP z 23 lutego 1937 została zapoczątkowana pierwsza faza reorganizacji Korpusu Ochrony Pogranicza „R.3”. Jej wynikiem było między innymi przeorganizowanie batalionu KOP „Troki” i odebranie batalionowi charakteru jednostki administracyjnej z jednoczesnym zreorganizowaniem dowództwo batalionu. Jednostką administracyjną dla batalionu był pułk KOP „Wilno”, ale podkwatermistrzostwo batalionu zaopatrywało posterunek żandarmerii przy pułku KOP „Wilno”.
Zarządzeniem dowódcy KOP gen. bryg. Jana Kruszewskiego w sprawie zmian w kwatermistrzostwie KOP, dniem 1 kwietnia 1939 zlikwidowane zostało podkwatermistrzostwo batalionu, a utworzono kwatermistrzostwo. W związku ze zlikwidowaniem kwatermistrzostwa w pułkach „Wilno” i „Wilejka”, do batalionu przydzielono pod względem gospodarczym komendę rejonu PW „Wilno”, inspektora północnej grupy szwadronów kawalerii i lekarza weterynarii północnego rejonu weterynarii.
Tym samym zarządzeniem, z dniem 1 kwietnia 1939 utworzono w batalionie etat oficera ewidencyjno-personalnego w stopniu kapitana. Oficer ten był faktycznie oficerem mobilizacyjnym baonu.
Z dniem 15 maja 1939 batalion stał się oddziałem gospodarczym. Stanowisko kwatermistrza batalionu przemianowane zostało na stanowisko zastępcy dowódcy batalionu do spraw gospodarczych, płatnika na stanowisko oficera gospodarczego, zastępcy oficera materiałowego dla spraw uzbrojenia na zbrojmistrza, zastępcy oficera materiałowego dla spraw żywnościowych na oficera żywnościowego.
Zmobilizowany w 1939 batalion został włączony w struktury rezerwowej 33 Dywizji Piechoty jako III batalion 133 pułku piechoty.
Po odejściu batalionu przeznaczonego do 33 Dywizji Piechoty, w garnizonie Troki odtworzono jednostkę graniczną. Batalion wszedł w skład pułku KOP „Wilno”. Po odtworzeniu ochraniał granicę z Litwą o długości 58,215 km. Po 17 września 1939 brał udział w obronie ówczesnej wschodniej granicy państwa przed radzieckim agresorem.

## Służba graniczna
Batalion graniczny był podstawową jednostką taktyczną Korpusu Ochrony Pogranicza przeznaczoną do pełnienia służby ochronnej na powierzonym mu odcinku granicy polsko-litewskiej, wydzielonym z pasa ochronnego brygady. Odcinek batalionu dzielił się na pododcinki kompanii, a te z kolei na pododcinki strażnic, które były „zasadniczymi jednostkami pełniącymi służbę ochronną”, w sile półplutonu. Służba ochronna pełniona była systemem zmiennym, polegającym na stałym patrolowaniu strefy nadgranicznej i tyłowej, wystawianiu posterunków alarmowych, obserwacyjnych i kontrolnych stałych, patrolowaniu i organizowaniu zasadzek w miejscach rozpoznanych jako niebezpieczne, kontrolowaniu dokumentów i zatrzymywaniu osób podejrzanych, a także utrzymywaniu ścisłej łączności między oddziałami i władzami administracyjnymi. Batalion graniczny KOP „Troki” w 1934 ochraniał odcinek granicy państwowej szerokości 56 kilometrów 370 metrów. Po odtworzeniu w 1939, batalion ochraniał granicę długości 58 kilometrów 215 metrów.
Bataliony sąsiednie:
- batalion KOP „Orany” ⇔ batalion KOP „Niemenczyn”

## Walki batalionu
17 września 1939 znad granicy litewskiej do Wilna zostały ściągnięte trzy baony graniczne pułku KOP „Wilno”: „Orany”, „Troki” i „Niemenczyn”. Batalion KOP „Troki” zajął pozycje na przedmieściu Markucie w kierunku bramy tego cmentarza.
Bataliony pułku KOP „Wilno” znalazły się w trudnym położeniu. Pozbawione broni przeciwpancernej były bezbronne wobec nacierających czołgów. Dowódca pułku ppłk Kazimierz Kardaszewicz wyprowadził z miasta baony „Orany" i „Niemenczyn".
Baon „Troki” nadal prowadził walkę. Podporucznik Gilurski tak relacjonuje walkę, jako prowadził 18 września po obsadzeniu pasa wzgórz między ulicą Rossa a ulicą Beliny:

Po zapadnięciu zmierzchu słychać było warkot sowieckich czołgów od strony Lipówki, zbliżających się w kierunku naszych stanowisk. Wkrótce rozpoczęło się piekło. Znaleźliśmy się pod silnym ostrzałem z różnej broni. Szczególnie denerwujące były pociski świetlane i jazgotliwe. Do północy strzały ucichły, ale słychać było silny warkot czołgów od strony centrum Wilna. A to znaczyło, że czołgi znalazły się już na tyłach naszej obrony. O świcie poszedłem na prawe skrzydło naszej obrony do mjr. Sylwestra Krasowskiego. Dowódca oznajmił, że sytuacja jest krytyczna i nie ma sensu dalsze stawianie oporu, po prostu szkoda żołnierzy. Wydał rozkaz opuszczenia stanowisk i ratowania się we własnym zakresie.

Rozkazem tym dowódca batalionu rozwiązał jednostkę. Żołnierze przedzierali się w kierunku granicy litewskiej. Część dołączyła do resztek baonu KOP „Nowe Święciany” i w jego składzie, wraz z dowództwem pułku w dniach 21 i 22 września przekroczyli granicę litewską.

## Struktura organizacyjna
Kompanie graniczne w 1930 
- 1 kompania graniczna KOP „Rudziszki”
- 2 kompania graniczna KOP „Rykonty”
- 3 kompania graniczna KOP „Landwarów”

Organizacja batalionu w 1934:
- dowództwo batalionu
- pluton łączności
- kompania odwodowa − Landwarów
- kompania karabinów maszynowych − Landwarów
- 1 kompania graniczna KOP „Rudziszki”
- 2 kompania graniczna KOP „Rykonty”

## Żołnierze batalionu
| stopień    | imię i nazwisko           | okres pełnienia służby   | kolejne stanowisko                 |
| ---------- | ------------------------- | ------------------------ | ---------------------------------- |
| mjr piech. | Wacław Budrewicz          | 1926 – 10 IX 1927        | Ministerstwo Skarbu                |
| mjr piech. | Otton Bruno Urban         | 26 IX 1927 – 23 III 1932 | kwatermistrz 61 pp                 |
| mjr        | Kazimierz Damian Bąbiński | 24 III 1932 – 17 X 1935  | zastępca dowódcy 42 pp             |
| ppłk       | August Emil Fieldorf      | 17 X 1935 – IV 1937      | zastępca dowódcy pułku KOP „Wilno” |
| mjr        | Sylwester Krasowski       | V 1937 XI – 1938         |                                    |
| mjr        | Czesław I Mierzejewski    | XI 1938 – przed III 1939 | dowódca baonu KOP „Niemenczyn”     |
| mjr        | Sylwester Krasowski       | był w III – IX 1939      |                                    |

Obsada personalna w 1928:
- dowódca batalionu – mjr Urban Otto
- adiutant batalionu – por. Stanisław Sokołowski
- kwatermistrz – kpt. Władysław Kiełbasa
- płatnik – por. Józef Huss
- oficer materiałowy – por. Stefan Wałajtys
- oficer żywnościowy – por. Stanisław Mitras
- oficer wywiadowczy – kpt. Kazimierz Sznuk
- lekarz – kpt. Marian Kordzik
- dowódca kompanii szkolnej – kpt. Tadeusz Kwiatkowski
- dowódca plutonu łączności – por. Kazimierz Żurniak

Obsada personalna w grudniu 1934:
- dowódca batalionu – ppłk Kazimierz Bąbiński
- adiutant batalionu – por. Gustaw Leopold Cichocki
- kwatermistrz – kpt. Walerian Tumanowicz
- oficer materiałowy – Stanisław Michno
- płatnik – por. Stanisław Zalfresso-Jundziłło
- lekarz – kpt. Włodzimierz Leśniewski
- dowódca plutonu łączności – por. Karol Janyska
- dowódca kompanii odwodowej – kpt. Marian Jachimowski
- dowódca kompanii karabinów maszynowych – kpt. Stanisław Michał Polinkiewicz
- komendant powiatowy pasa granicznego PW – por. Edward Busza

Obsada personalna batalionu w marcu 1939
- dowódca batalionu – mjr piech. Sylwester Krasowski
- adiutant batalionu – kpt. piech. Władysław Majcher[f]
- kwatermistrz – kpt. piech. Mikołaj Artiuch (we IX 1939 dowódca III/133 pp)
- lekarz – por. lek. Stanisław Zdzisław Kozłowski
- oficer materiałowy – kpt. piech. Tadeusz Władysław Skarski
- oficer płatnik – wakat
- dowódca 1 kompanii granicznej – kpt. piech. Roman Gałkowski[g]
- dowódca plutonu – por. piech. Włodzimierz Stanisław Szumigalski (we IX 1939 dowódca kompanii zwiadu 133 pp[40])
- dowódca 2 kompanii granicznej – kpt. piech. Bolesław Jan Nykiel
- dowódca plutonu – por. piech. Antoni Korzeniewski[h]
- dowódca kompanii odwodowej – kpt. piech. Maurycy Bolesław Wochanka
- dowódca plutonu – por. piech. Marian Stanisław Fiszer[i]
- dowódca kompanii karabinów maszynowych – mjr piech. Mieczysław Baczkowski[45]
- dowódca plutonu – por. piech. Lucjan Dobaczewski[j]
- dowódca plutonu łączności – kpt. piech. Karol Janyska[k]

Obsada personalna batalionu we wrześniu 1939
- dowódca batalionu – mjr piech. Sylwester Krasowski
- lekarz – por. lek. Stanisław Zdzisław Kozłowski[l]
- oficer materiałowy – kpt. piech. Tadeusz Władysław Skarski[50]
- dowódca 1 kompanii granicznej „Rudziszki” – kpt. piech. Maurycy Bolesław Wochanka[m]
- kpt. piech. Bolesław Jan Nykiel[n]

### Żołnierze batalionu – ofiary zbrodni katyńskiej
Biogramy zamordowanych znajdują się na stronie internetowej Muzeum Katyńskiego
| Stopień, imię i nazwisko      | zawód             | miejsce pracy przed mobilizacją | zamordowany |
| ----------------------------- | ----------------- | ------------------------------- | ----------- |
| ppor. rez. Edward Knapik      |                   |                                 | Charków     |
| por. lek. Stanisław Kozłowski | żołnierz zawodowy | lekarz batalionu                | Katyń       |
| ppor. rez. Feliks Sokołowski  | nauczyciel, mgr   | Liceum Pedagogiczne w Trokach   | Katyń       |
| kpt. Maurycy Wochanka         | żołnierz zawodowy | dowódca kompanii                | Katyń       |